# Leo França

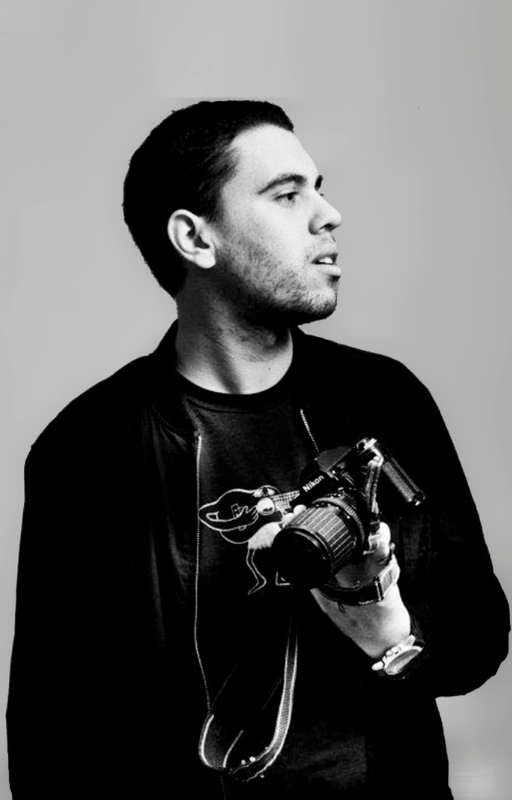
Leonardo França, Fotógrafo nascido em 1989. Brasília - Distrito Federal, Brasil

Leonardo França Ferreira (Brasília, 6 de dezembro de 1989) é um fotógrafo brasileiro.

## Biografia
Leonardo França Ferreira, conhecido popularmente como Leo França;
Fotógrafo contemporâneo, Documentarista; Fotografia Documental. Formado em Jornalismo pelo Centro Universitário de Brasília (UniCEUB), Leo iniciou sua jornada na fotografia aos 10 anos de idade, influenciado por familiares que o estimularam a usar câmeras analógicas. No entanto, foi a partir de 2002 que começou a desenvolver seu trabalho profissionalmente, atuando em pequenas agências e projetos independentes.
Seu trabalho é frequentemente baseado em fotografias do cotidiano e em viagens espontâneas por diversos locais do Brasil e do mundo. Ele se destacou no segmento de Destination Wedding, produzindo uma parte significativa de seu conteúdo profissional nessa área. O desenvolvimento do seu trabalho autoral começou após conhecer o fotógrafo brasiliense Kazuo Okubo, que o encorajou a explorar a produção artística. Em 2008, Leo produziu imagens para agências de notícias e moda em Brasília, mas, a partir de 2013, passou a focar em fotografia documental, incluindo casamentos de luxo, documentários de viagens e esportes. Esse foco perdurou até 2017, quando decidiu se dedicar a novas experiências na fotografia e estudar a língua inglesa no estado de Utah, nos Estados Unidos.
Em 2021, Leo França redescobriu a linguagem documental e a incorporou de forma definitiva em seu trabalho, estabelecendo-se como fotógrafo documentarista. Atualmente, vive em Brasília, DF, e atua em projetos autorais tanto nos Estados Unidos, com produções documentais, quanto na fotografia de retratos, paisagens e Street Photography.

## Livros
Fez participação em catálogo fotográfico da obra do artista plástico Adegildo Barros para o livro Poesia das cores, escrito pelo poeta Joilson Portocalvo, produzido em português com tradução para o espanhol.

## Viagens
Leonardo França produziu imagens de paisagens, lifestyle e cotidiano em diferentes países. Deu inicio aos projetos de âmbito internacional visitando Panamá, Argentina e Estados Unidos.

## Projetos Culturais
Além de fotografar livremente pelos arredores, Leonardo França incentivava workshops práticos para pessoas apaixonadas pela arte de fotografar, por simples satisfação em ajudar a quem se interessava por fotografia.
Possui cadastro como Agente Cultural[ligação inativa] pela Secretaria de Cultura do Distrito Federal em artes plásticas e visuais.

## Artistas Relacionados
Ligações diretas em referências artísticas e desenvolvimento de projetos na fotografia:
Grupos e Afiliações
- Utah Creatives
- RAW artists
- MyWed

Fotógrafos
- Pedro França - Agência câmara
- Chase Jarvis - Página oficial
- Kazuo Okubo - A casa da Luz Vermelha
- Michael Melo - Jornal de Brasília, Veja Brasília[ligação inativa]

Artistas Plásticos
- Adegildo Barros
- Ralph Gehre

Escritores
- Joilson Portocalvo

## Ligações Externas
- Página oficial
- instagram
- Projeto Free Spirit (instagram)

1. ↑  PORTOCALVO, Joilson.  Poesia das cores. Brasília: Thesaurus Editora, 2012.  36 p.  ilus. col. ISBN 978-85-409-0071-4
2. ↑  CEAC Secretaria de Cultura do Distrito Federal - FAC[ligação inativa]
3. ↑  «Biografia Leonardo França». Consultado em 8 de fevereiro de 2015. Arquivado do original em 8 de fevereiro de 2015